# アルフレッド・グロイヤー
アルフレッド・グロイヤー（Alfred Groyer、1959年1月8日 - ）は、オーストリア、ケルンテン州フィラッハ出身の元スキージャンプ選手。

## プロフィール
1978年1月4日にスキージャンプ週間第3戦インスブルックでスキージャンプ・ワールドカップにデビューし、39位となった。
1979年12月27日にコルチナ・ダンペッツォで自身初の3位入賞、続くジャンプ週間第1戦オーベルストドルフでも3位でジャンプ週間総合5位、1月19日にはサンダーベイで3位入賞と好調を維持、レークプラシッドオリンピック70m級で7位となった。
このシーズンのワールドカップ総合は15位、ワールドカップ総合では1981-1982シーズンの12位が最高位である。試合では3位が通算5回。
1984年1月24日に札幌の70m級で13位となったのを最後にこのシーズン限りで現役を引退した。